# علي عبد الفتاح المخزنجي
الدكتور علي محمد عبد الفتاح المخزنجي (توفي في 5 سبتمبر 2005) هو طبيب وأستاذ جامعي مصري، تولى منصب وزير الصحة في التسعينيات. حصل على وسام الجمهورية من الطبقة الأولى.

## حياته
ينتمي علي عبد الفتاح المخزنجي إلى مدينة بنها، وكان والده مديرًا بوزارة العدل. حصل على درجة الدكتوراه في الأمراض الجلدية والتناسلية سنة 1959، وعمل أستاذًا للأمراض الجلدية والتناسلية بكلية طب جامعة عين شمس، ثم شغل منصب عميد الكلية بين عامي 1983 و1989، ثم صار وزيرًا للصحة في الفترة من 14 أكتوبر 1993 إلى 3 يناير 1996، بينما شغل الدكتور ماهر مهران ـ الأستاذ بنفس الكلية ـ منصب وزير الدولة للسكان.
تزوج المخزنجي من الدكتورة سهير سعيد شعير أستاذة الأمراض الباطنة بكلية طب عين شمس، وأنجبا ثلاثة أبناء، صار أحدهم فيما بعد أستاذًا في نفس تخصص والده بكلية طب عين شمس.

## العمل التطوعي
كان المخزنجي من مؤسسي جمعية صوت المعاق ذهنيًا.

## الجوائز والتكريم
حصل المخزنجي على وسام الجمهورية من الطبقة الأولى.